# Santa María Magdalena en Campo Marcio (título cardenalicio)
Santa María Magdalena en Campo Marcio (en latín: Sancta Maria Maddalena in Campo Marzio y en italiano: Santa Maria Maddalena in Campo Marzio) es un título cardenalicio del orden presbiteral.
El actual titular es Vicente Bokalic Iglic.
Su Iglesia principal es la Iglesia de Santa María Magdalena.

## Historia
Fue establecido el 7 de diciembre de 2024 por el papa Francisco, durante su décimo consistorio, e instituyendo a su primer titular al arzobispo-primado de Santiago del Estero, Vicente Bokalic Iglic.

## Iglesia
El título está asociado a la Iglesia de Santa María Magdalena, erigida en la plaza homónima en el rione Colonna, en Roma. En el interior de este templo, reposan los restos mortales de san Camilo de Lelis, procedente de Abruzos. Está regido por la Camilianos Orden de Clérigos Regulares Ministros de los Enfermos.

## Titulares
| Imagen | Escudo | Nombre del titular                | Título adicional                                     | Período                | Período | Fin del cargo (razón) |
| Imagen | Escudo | Nombre del titular                | Título adicional                                     | Inicio                 | Fin     | Fin del cargo (razón) |
| ------ | ------ | --------------------------------- | ---------------------------------------------------- | ---------------------- | ------- | --------------------- |
|        |        | Vicente Cardenal Bokalic Iglic CM | Arzobispo de Santiago de Estero Primado de Argentina | 7 de diciembre de 2024 |         |                       |